# OTR-23 오카
OTR-23 오카는 러시아의 사거리 500 km인 고체연료 단거리 탄도 미사일이다. NATO 코드명은 SS-23 스파이더다.

## 역사
냉전 말기에 SS-1C '스커드 B'를 대체하기 위해 개발되었다.

## 북한
2009년 7월 4일 오전 8시, 강원도 깃대령에서 미사일 1발을 동해로 발사했다. 10시 45분에 다시 1발을 추가 발사했다. 500 km를 비행했다. 2016년 6월 26일, 북한 관영 노동신문은 "조선민주주의인민공화국 최고인민회의 상임위원회는 위대한 김정일 동지께서 조선인민군 전략군(Strategic Rocket Forces)을 조직해주신 1999년 7월 3일을 뜻깊게 기념하기 위해 이날을 전략군절로 지정했다"고 보도했다. 미국 독립기념일인 7월 4일 보다 하루 앞선 날이다. 북한의 전략군 사령부는 핵미사일을 담당하는 미사일부대이다.
2011년 10월 19일, 자유선진당 박선영 의원은 조선민주주의인민공화국이 러시아 차량에 사거리 500 km인 핵탄도 미사일을 강원도에 실전배치했다는 주장을 하였다. 정확하게 어떤 미사일인지는 밝히지 않았으나, SS-23도 사거리 500 km인 탄도 미사일이다. 스커드C인 화성-6형도 사거리 500 km이다. 액체연료를 사용한다.
- SS-1d Scud-C, 사거리 700 km, 1단 액체연료, 이동식 트럭, 발사중량 6.5톤, 탄두중량 800 kg, 화성-6형
- SS-23, 사거리 500 km, 1단 고체연료, 이동식 트럭, 발사중량 4.3톤, 탄두중량 450 kg
- SS-26, 사거리 500 km, 1단 고체연료, 이동식 트럭, 발사중량 4.3톤, 탄두중량 450 kg

2014년 3월 3일, 6시 19분부터 10여 분간, 강원도 원산 일대에서 북동방향 공해상으로 미사일 2발을 발사했다. 500 km를 비행했다.
2018년 2월 8일, 평창 동계올림픽 개막식 하루 전 날 평양에서 열린 열병식에서, SS-23을 최초로 전세계에 공개했다.
OTR-21 토치카를 카피한 KN-02 미사일은 직경 0.65m, 길이 6.4m에 2톤 정도의 무게를 가진 것으로 추정되는데 비해서, 신형 탄도 미사일은 적어도 0.9m 이상의 직경에 7m에 가까운 길이를 가진 것으로 보이고, 독사 미사일의 날개는 동체 중앙에 있는 반면, 신형 탄도 미사일은 동체 끝 꼬리 부분에 4개의 날개가 있다.
국제전략문제연구소 미사일 전문가 마이클 엘러먼 연구원은 북한 전문매체 38노스 기고문에서 신형 단거리 미사일은 크기와 겉모양으론 러시아의 9K720 이스칸데르에 기반한 것으로 보인다고 설명했다. 또 남한의 현무-2 탄도미사일과 닮은 점도 여럿 있다고 평가했다.
2018년 2월 열병식의 단거리 미사일은 9K720 이스칸데르(SS-26)인 것 같다고 대부분의 언론과 전문가들이 보도하고 있다. 최신형 SS-26과 구형 SS-23은 똑같은 1단 고체연료 이동식 단거리 미사일이며, 7 m 길이, 0.9 m 직경, 500 km 사거리, 핵탄두 탑재 등이 동일하지만, 최신형은 CEP가 5 m여서, 구형 SS-23 30 m 보다 정확하다. 또한 요격 미사일 회피기능을 탑재했다.
따라서, 단지 열병식 동영상의 외형으로만 평가하면, 최신형 SS-26인지, 구형 SS-23인지 명확하게 단정하기가 힘들지만, 최소한 SS-23 이상은 된다는 것은 명확하다. 따라서, 요격 미사일 회피기능이 있는지 없는지는 몰라도, 킬 체인이 힘든 고체연료 이동식 트럭에서, 핵탄두를 500 km 사거리로 발사할 수 있다는 점은 확실하다.
북한의 단거리 미사일 기지로 유명한 강원도 깃대령 미사일 기지에서 부산까지는 440 km 거리이다.
북한은 그동안 스커드 미사일을 배치했었다. 그런데, SS-23을 건너뛰고 SS-26을 바로 실전배치했다는 것은, 조금 부자연스러운 평가다. 러시아는 SS-26을 2006년에 실전배치했는데, 3년만인 2009년 깃대령에서 500 km 미사일을 쏘았다. 만약 러시아가 3년만에 최신형 미사일을 북한에 수출했다고 평가하는 것도, 조금은 부자연스럽다. 오히려 SS-23을 폐기한 나라들에서 완제품을 입수해서 카피버전을 개발했을 것이라고 추정하는 것이 보다 자연스러워 보인다.

## 사용국가
소련INF 조약에 따라 폐기
 동독1990년대 폐기
 불가리아2002년 폐기
 체코슬로바키아다른 신형으로 교체중
 체코1990년대 폐기
 슬로바키아2000년 폐기

## 같이 보기
- 미사일 목록